# 不可撤销
《不可撤销》（法語：Irréversible，法語發音：[iʁevɛʁsibl]）是一部2002年法国心理惊悚剧情片，由加斯帕·诺编剧并执导，蒙妮卡·貝露琪、文森·卡索和亞柏·杜龐帝主演。这部电影采用了倒敘手法，围绕为惨遭强奸的女友报仇的两名男子展开。电影由湯瑪斯·本高特配乐，他是電子音樂二人组傻朋克的一员。
美国电影评论家罗杰·埃伯特称其为“一部如此暴力和残酷的电影，大多数人都会觉得看不下去”。《不可撤销》曾参加第55屆坎城影展并获得斯德哥尔摩电影节最佳电影奖。
《不可撤销》已被与一系列人称“身体电影”（cinéma du corps）的电影联系在一起，根据帕尔默的说法，这些电影与某些先锋派作品有着相似之处：叙事手法的弱化、攻击性和往往难以辨认的摄影手法、对抗性的题材以及普遍存在的社会虚无主义或绝望感。《不可撤销》也被认为与新法国极端主义运动有关。
这部电影因其暴力劇情，一经发行便引起极大争议。

## 剧情
《不可撤销》包含以倒叙手法呈现的十三个场景。现以时间顺序排列如下。
1. 在一个公园里，住在法国的意大利女子亚历克丝（蒙妮卡·貝露琪饰）正在阅读J·W·邓恩的《时间实验》，周围都是玩耍的孩子。背景放有路德维希·范·贝多芬的《第7號交響曲》。镜头旋转得越来越快，直到变成频闪效果。快速旋转的画面中可以模糊地看到草坪洒水器。字幕写着：“时间摧毁一切”（Le temps detruit tout）——电影第一幕中出现过的语句。剧终。
2. 亚历克丝坐在床上，手放在肚子上。斯坦利·库布里克1968年电影《2001太空漫遊》的海报，印有标语“极限之旅”，位于床头板上方。
3. 在发生性关系后，亚历克丝和马库斯（文森·卡索饰）躺在床上。亚历克丝表示她可能怀孕了，而马库斯对这种可能性很满意。他们准备参加派对，马库斯离开去买酒。亚历克丝洗澡，然后使用验孕纸确认她怀孕了。她很高兴。
4. 亚历克丝、马库斯和皮埃尔（亞柏·杜龐帝饰）在附近的巴黎地鐵站乘坐地铁，正准备参加派对。他们讨论性，皮埃尔表示他和亚历克丝曾经有过约会，但现在以不再处于恋爱关系中。他暗指马库斯从他身边夺走了亚历克丝。
5. 亚历克丝、马库斯和皮埃尔已经到了聚会地。亚历克丝对马库斯无限制地吸毒酗酒以及与其他女性的调情行为感到恼火，因此决定独自离开聚会。
6. 在回家的路上，亚历克丝看到一个叫做“绦虫”的皮条客（乔·普雷斯蒂亚饰）在人行隧道中打一个名叫孔查（哈拉米略饰）的變性妓女。绦虫一看到亚历克丝，就放了孔查，并将注意力转向亚历克丝。亚历克丝想逃跑，但被绦虫抓住并用刀威胁。绦虫将亚历克丝按在地上，并将她强奸了几分钟（镜头时间），之后残忍地打她，使她陷入昏迷状态。
7. 马库斯和皮埃尔离开了聚会，在街上遇到骚动。当马库斯发现亚历克丝血腥的尸体被医护人员用担架推到救护车上时，马库斯哭了起来。
8. 亚历克丝住院，持续昏迷。马库斯和皮埃尔接受了警方的询问。然后，他们与名叫穆拉德（穆拉德·希马饰）和他的朋友莱德（海拉勒饰）的街头暴徒交谈。这两个流氓承诺，如果他们得到报酬，将帮助他们找到穆拉德声称是绦虫的强奸犯。马库斯和皮埃尔去找那个强奸亚历克丝的人。马库斯因毒品仍处于极度激动状态。
9. 他们追踪绦虫的最后一名受害者孔查。起初，她拒绝与他们交谈。在马库斯威胁要用一块破碎的玻璃刮她之后，她说绦虫就是强奸犯，并说可以在一家名为“直肠”的同性恋BDSM夜总会找到他。他们很快被想要保护孔查的愤怒的性工作者追赶。穆拉德和莱德分头逃跑。
10. 马库斯和皮埃尔叫了一辆出租车。接下来，马库斯攻击了出租车司机并抢走了这辆车。
11. 马库斯和皮埃尔去了“直肠”，但不知道绦虫的样子。马库斯发现绦虫与另一名男子站在一起。马库斯认为这另一个男人就是绦虫，打了他，但是那个人将马库斯摔倒在地，打断了马库斯的手臂，并企图在俱乐部的地板上雞姦马库斯。皮埃尔用一把灭火器砸碎了他的头骨，从而杀死了他。
12. 警方逮捕了皮埃尔，给他戴上手铐。救护车到达，马库斯被放在担架上并从俱乐部带走。外面，穆拉德和莱德对皮埃尔和马库斯大骂同性戀詈语。被杀死的男人终究不是绦虫。相反，俱乐部里站在他旁边的男人才是绦虫。
13. 街对面一个小公寓里，两个男人正在谈论性。其中一个是“屠夫”，加斯帕·诺上一部电影《獨自站立》的主角。在一段酒后的独白中，屠夫透露他因与自己的女儿发生性关系而被捕。他们讨论的主题逐渐转向外面街头的骚动。他们没有看向窗外，便嘲讽地将骚动归咎于“直肠”的顾客。在外面，可以看到穆拉德正在和一名警官交谈。

## 演员
- 蒙妮卡·貝露琪 饰 亚历克丝
- 文森·卡索 饰 马库斯
- 亞柏·杜龐帝 饰 皮埃尔
- 乔·普雷斯蒂亚 饰 绦虫
- 穆拉德·希马 饰 穆拉德
- 海拉勒 饰 莱德
- 哈拉米略 饰 孔查
- 米歇尔·贡杜安 饰 米克
- 让-路易·科斯特 饰 拳打者
- 菲利普·拿翁 饰 屠夫
- 斯特凡纳·德鲁奥 饰 屠夫的朋友
- 斯特凡纳·戴德里安和加斯帕·诺 饰 直肠顾客

## 制作
为了借克里斯托弗·诺兰的电影《凶心人》（2000年）的风头，加斯帕·诺把故事倒过来讲述，才首次为《不可撤销》找到了融资。
《不可撤销》使用宽屏的Minima Super16 mm摄影机拍摄。这部电影由十几个看上去不间断的镜头组成，但这些镜头其实是由数百个小镜头拼接起来的。片中有一个9分钟长的强奸和鸡奸镜头，这整个镜头才是单一不间断的。强奸场景中的阴茎实际上由電腦成像后期制作而成。皮埃尔把人的脸和头骨打成肉泥的场景也用到了电脑成像技术，因为原来使用传统乳胶假人拍摄的镜头看起来很假。电影有60分钟左右的时间使用了极低频率的次声波，使观众产生恶心和焦虑。

## 反响

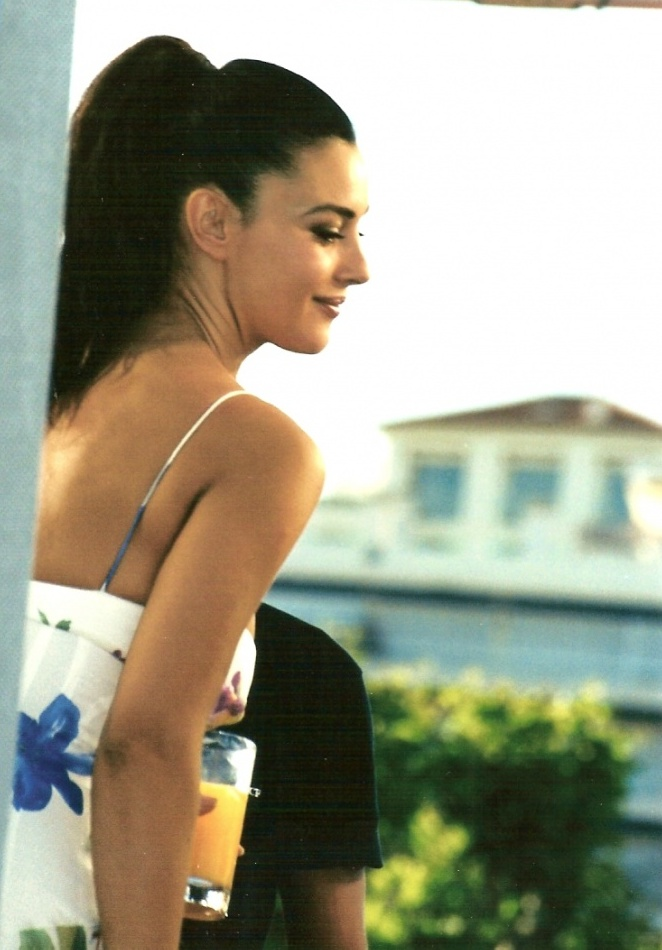
贝鲁奇在第55屆坎城影展

这部电影于2002年5月22日在法国首演，由火星发行公司发行。曾参加第55屆坎城影展。2003年1月31日在英国通过地铁格子发行公司（Metro Tartan Distribution）发行，2003年3月7日在美国通过狮门娱乐发行。观众对强奸和杀人镜头的反应有所不同，既有人欣赏其艺术优点，也有人因之厌恶地离开影院。《新闻周刊》的安森表示，“如果把戛纳电影节上观众（主要是女性）的愤怒情绪考虑进来，可以说这会是2003年最出众的电影。” 但在同一篇评论中，安森暗示这部电影表现出“为自身丑陋而感到的青春期的骄傲”。
影评人对这部电影意见不一，有人严厉批评，有人则认为这部电影是年度最佳电影之一。截至2011年，它在爛番茄120条评论中收获57％的“烂”分数，平均评分为5.7/10，“尽管拍摄得很好，但《不可撤销》极端的暴力却毫无道理。”美国电影评论家罗杰·埃伯特认为，这部电影的结构使其具有内在的道德性：通过在讲明复仇原因之前展示复仇结果，我们被迫一开始就直面复仇，使得我们能更深入地思考其影响。
在2002年斯德哥尔摩电影节上，《不可撤销》赢得了最高奖项——最佳影片铜马奖。获澳大利亚电影评论圈最佳外语片提名。被圣地亚哥电影评论家协会评为最佳外语片，与《野蛮人的入侵》并列。本片院线放映共获利792,200美元。
《不可撤销》在2012年《视与听》举办的评论家对最伟大电影的投票中获得三票，并在2016年被评论家安德烈亚斯·博肖尔特列为2000年以来十大最佳电影之一。

## 争议

### 同志酒吧
因片頭一段同志酒吧的片段中一名男子被人用灭火器残忍打死，由於死相過於暴力及血腥而引起爭議性，另外部分對白明显提及同性戀恐懼及部分鏡頭疑似不滿同性戀、跨性別者(例片中一名跨性別者露岀生殖器而遭毆打及憤怒)而受到指责。

### 行人隧道
片中一段长达9分钟的行人隧道强奸場面中一名女子遭到強姦、残酷殴打陷入昏迷的长镜头，因此段為真實的性行為而引起爭議。

### 對於爭議鏡頭的反應
电影评论家戴维·埃德尔斯坦称，“《不可撤销》可能是有史以来最具恐同性的电影。”诺对同性恋罪犯绦虫莫名其妙地强奸女主角亚历克丝这一情节的安排，仍然是影片最具争议之处。诺说，“我不是同性恋”，又说“我也出现在《不可撤销》中，在同性恋俱乐部自慰”，作为表明“我感觉并不比同性恋者高一等”的一种方式。